# 贝亚特·福伊茨
贝亚特·福伊茨（德語：Beat Feuz，德語發音：[ˈbe.at ˈfɔɪts]，1987年2月11日—）生于伯恩州，是一名瑞士男子高山滑雪运动员。他在2006年12月完成个人运动生涯的世界杯分站赛首秀，不久后他在2007年青年世锦赛上获得三枚金牌。除了高山滑雪，福伊茨也有从事网球运动，参加地区级网球比赛。他的女友Katrin Triendl是一名奥地利前高山滑雪选手，两人在2018年6月生下一女。

## 外部連結
- 官方网站  （德語）
- 貝阿特·福伊茨在FIS (alpine)（英语）
- 貝阿特·福伊茨在Olympics.com（英语）
- 貝阿特·福伊茨在Olympedia（英语）
- Beat Feuz at Swiss Ski Team （德語）
- 贝亚特·福伊茨在Ski-DB Alpine Ski Database